# Rocío Hernández
Rocío Hernández (San Isidro, Buenos Aires; 21 de febrero de 1998) es una actriz argentina. Comenzó su carrera actuando en obras de teatro independiente hasta que ganó la atención pública por su papel en la serie de ciencia ficción estadounidense Night Sky (2022) de Prime Video. Luego, tuvo roles secundarios en la película de comedia 30 noches con mi ex (2022) y en la segunda temporada de la serie musical Entrelazados (2023) de Disney+. Su carrera siguió en ascenso por su papel en la telenovela Buenos chicos (2023-2024), que le valió su primera nominación a los premios Martín Fierro.

## Biografía
Rocío Hernández nació el 21 de febrero de 1998 en la localidad de San Isidro. Es hija Miguel Hernández, profesor de educación física que falleció cuando Rocío tenía 12 años. Por parte de su padre tiene tres hermanos, entre ellos el exjugador de rugby Juan Martín Hernández. Desde los 6 hasta los 16 años, Hernández practicó hockey en el Club Universitario de Buenos Aires y a los 15 años comenzó a estudiar comedia musical en la academia Musical Moments.
En 2015, finalizó sus estudios secundarios en el Colegio San Marcos y durante su último año participó en un musical escolar, donde fue vista por Nicolás Repetto, quien le sugirió a su agente Javier Furgang que debía representarla. A los 18 años, Hernández firmó con Furgang y comenzó a estudiar la carrera de licenciatura en actuación en la Universidad Nacional de las Artes.

## Carrera profesional
Hernández consiguió su primer papel en una obra musical independiente titulada Desde mis ojos, una zambita cruel (2016) estrenada en el teatro Gargantúa. En 2017, se unió al elenco de la obra teatral Toda mi vida llevada a cabo en el Método Kairós y ese año debutó en televisión con una participación pequeña en la telenovela Las Estrellas de eltrece. En 2018, Hernández interpretó uno de los personajes centrales del musical Casi normales en el teatro Astral, donde dio vida a Natalie. Ese mismo año, participó en la obra Nadie mejora dirigida por Pascual Carcavallo. Poco después, tuvo papeles secundarios en la serie dramática La caída (2018) de la TV Pública y en la primera temporada de la serie musical infantil Kally's Mashup (2018) de Nickelodeon.
Luego, realizó una participación especial en la telenovela de época Argentina, tierra de amor y venganza (2019), en la cual personificó a Débora Trauman, la hija del villano principal Samuel Trauman interpretado por Fernán Mirás. A fines de ese año, Hernández se sumó al espectáculo Border, el musical (2019) realizado en el teatro La Mueca, donde se puso en la piel de Eugenia. En 2020, interpretó la versión joven de Renata Soria en la telenovela Separadas, que fue cancelada por la pandemia de COVID-19. A principios del 2021, Hernández reemplazó a Maia Reficco en el elenco de la obra musical Juegos estrenada en el Paseo La Plaza, lo cual también significó su primera incursión en el circuito comercial del teatro. Después, trabajó en el proyecto infantil interactivo Historias para armar (2021) para las plataformas digitales de Disney. Ese mismo año, debutó en cine con un papel secundario en la película dramática musical Cato, donde asumió el papel de Yeni, la hermana del protagonista personificado por el cantante Tiago PZK.
En 2022, su carrera tomó impulso cuando fue elegida para integrar el elenco principal de la serie de ciencia ficción estadounidense Night Sky de Prime Video, en la cual interpretó a Toni, una adolescente que vive con su madre en el norte argentino. Después, Hernández apareció en la película de comedia romántica 30 noches con mi ex (2022) en el papel de Emma, siendo dirigida por Adrián Suar. A fines de ese año, protagonizó la pieza teatral independiente Las medidas en el teatro Nün. En 2023, asumió el rol de Zoe Murphy en el musical Querido Evan en el teatro Metropolitan, donde se mantuvo en cartel por dos temporadas. Ese mismo año, coprotagonizó la serie de comedia Gamer, una vida más estrenada en Flow, haciendo el papel de Lila, una jugadora de videojuegos. Esto fue seguido por su aparición en la segunda temporada de la serie musical Entrelazados de Disney+, donde jugó el papel de Paloma.
Posteriormente, se estrenó la telenovela Buenos chicos (2023-2024) de eltrece, donde Hernández interpretó a Mora Rossi, una chica de origen humilde que termina relacionándose con un grupo de jóvenes de clase alta que son en realidad una banda delictiva. En 2024, apareció en la película de aventura Mi amigo el pingüino en el papel de Stephanie, una bióloga marina. Luego, interpretó un personaje secundario en la película de comedia Culpa cero (2024) dirigida por Valeria Bertuccelli y Mora Elizalde. Seguidamente, se reveló que Hernández obtuvo un papel en la serie chilena La casa de los espíritus, una adaptación de la novela homónima para Prime Video.

## Filmografía

### Cine
| Año  | Título               | Papel     | Dirección                           |
| ---- | -------------------- | --------- | ----------------------------------- |
| 2021 | Cato                 | Yeni      | Peta Rivero y Hornos                |
| 2022 | 30 noches con mi ex  | Emma      | Adrián Suar                         |
| 2024 | Mi amigo el pingüino | Stephanie | David Schurmann                     |
| 2024 | Culpa cero           | Cala      | Valeria Bertuccelli y Mora Elizalde |

### Televisión
| Año       | Título                               | Papel                | Notas         |
| --------- | ------------------------------------ | -------------------- | ------------- |
| 2017      | Las Estrellas                        | Poli                 |               |
| 2018      | La caída                             | Emma Faure           |               |
| 2018      | Kally's Mashup                       | Juana                |               |
| 2019      | Argentina, tierra de amor y venganza | Débora Trauman       |               |
| 2020      | Separadas                            | Renata Soria (joven) |               |
| 2021      | Historias para armar                 | Zuri                 |               |
| 2022      | Night Sky                            | Toni                 |               |
| 2023      | Gamer, una vida más                  | Lila                 |               |
| 2023      | Entrelazados                         | Paloma               |               |
| 2023-2024 | Buenos chicos                        | Mora Rossi           |               |
| 2025      | La casa de los espíritus             | TBA                  | Próxima serie |

## Teatro
| Año             | Título                            | Papel      | Lugar               |
| --------------- | --------------------------------- | ---------- | ------------------- |
| 2016            | Desde mis ojos, una zambita cruel | Soledad    | Teatro Gargantúa    |
| 2017            | Toda mi vida                      | Nina       | El Método Kairos    |
| 2018            | Casi normales                     | Natalie    | Teatro Astral       |
| 2018            | Nadie mejora                      | Yaqui      | Teatro Border       |
| 2019            | Border, el musical                | Eugenia    | Teatro La Mueca     |
| 2021            | Juegos                            | Susana     | Paseo La Plaza      |
| 2022, 2024-2025 | Las medidas                       | Mara       | Teatro Nün          |
| 2023-2024       | Querido Evan                      | Zoe Murphy | Teatro Metropolitan |

## Premios y nominaciones
| Año  | Organización            | Categoría               | Trabajo             | Resultado | Ref(s) |
| ---- | ----------------------- | ----------------------- | ------------------- | --------- | ------ |
| 2023 | Premios Hugo            | Mejor actriz de reparto | Querido Evan        | Nominada  | [ 10 ] |
| 2023 | Premios Cóndor de Plata | Revelación femenina     | Gamer, una vida más | Nominada  | [ 11 ] |
| 2024 | Premios Martín Fierro   | Artista revelación      | Buenos chicos       | Nominada  | [ 12 ] |